# خودروهای موتور وسط-چهار چرخ متحرک

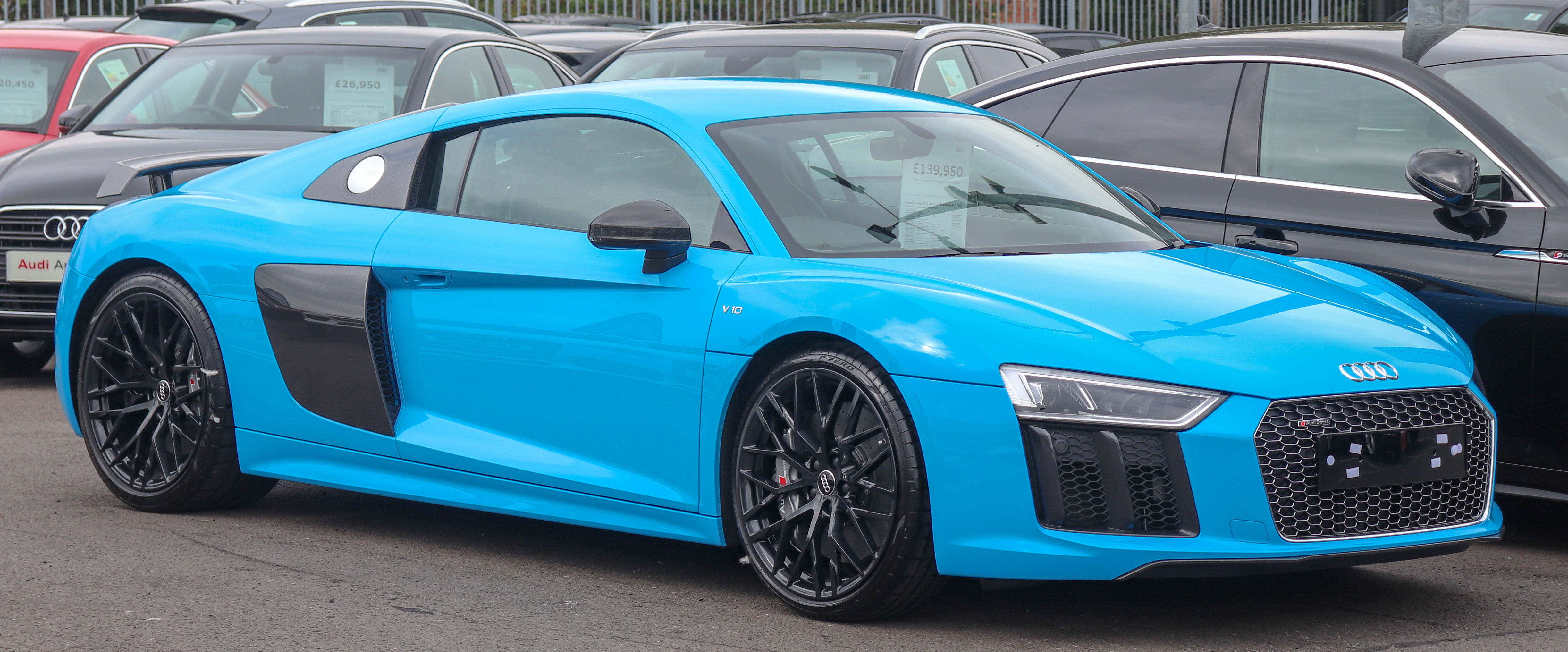
آئودی آر۸ وی۱۰ پلاس (تیپ ۴اس)، نمونه‌ای از خودروهای موتور وسط-چهار چرخ متحرک

خودرو موتور وسط-چهار چرخ متحرک (M۴) به آن دسته از خودروهایی گفته می‌شود که موتور خودرو در قسمت میانی شاسی و نیروی محرکه آن بین چهار چرخ خودرو توزیع می‌شود.